# High (The Cure)
High är en låt av The Cure, utgiven som singel den 16 mars 1992. Singeln finns med på albumet Wish, utgivet den 21 april 1992. "High" nådde första plats på Modern Rock Tracks.

## Låtlista
Singel
A. "High" – 3:34
B. "This Twilight Garden" – 4:43
Maxisingel
A1. "High" (Higher mix)
B1. "This Twilight Garden"
B2. "Play"
CD-maxisingel
1. "High" (single mix)
2. "This Twilight Garden"
3. "Play"
4. "High" (Higher mix)

CD-singel (USA)
1. "High" (single mix) – 3:34
2. "Open" – 6:51